# Epitola mongiro
Epitola mongiro är en fjärilsart som beskrevs av Jackson 1968. Epitola mongiro ingår i släktet Epitola och familjen juvelvingar. Inga underarter finns listade i Catalogue of Life.